# غار ولی گشنه رود

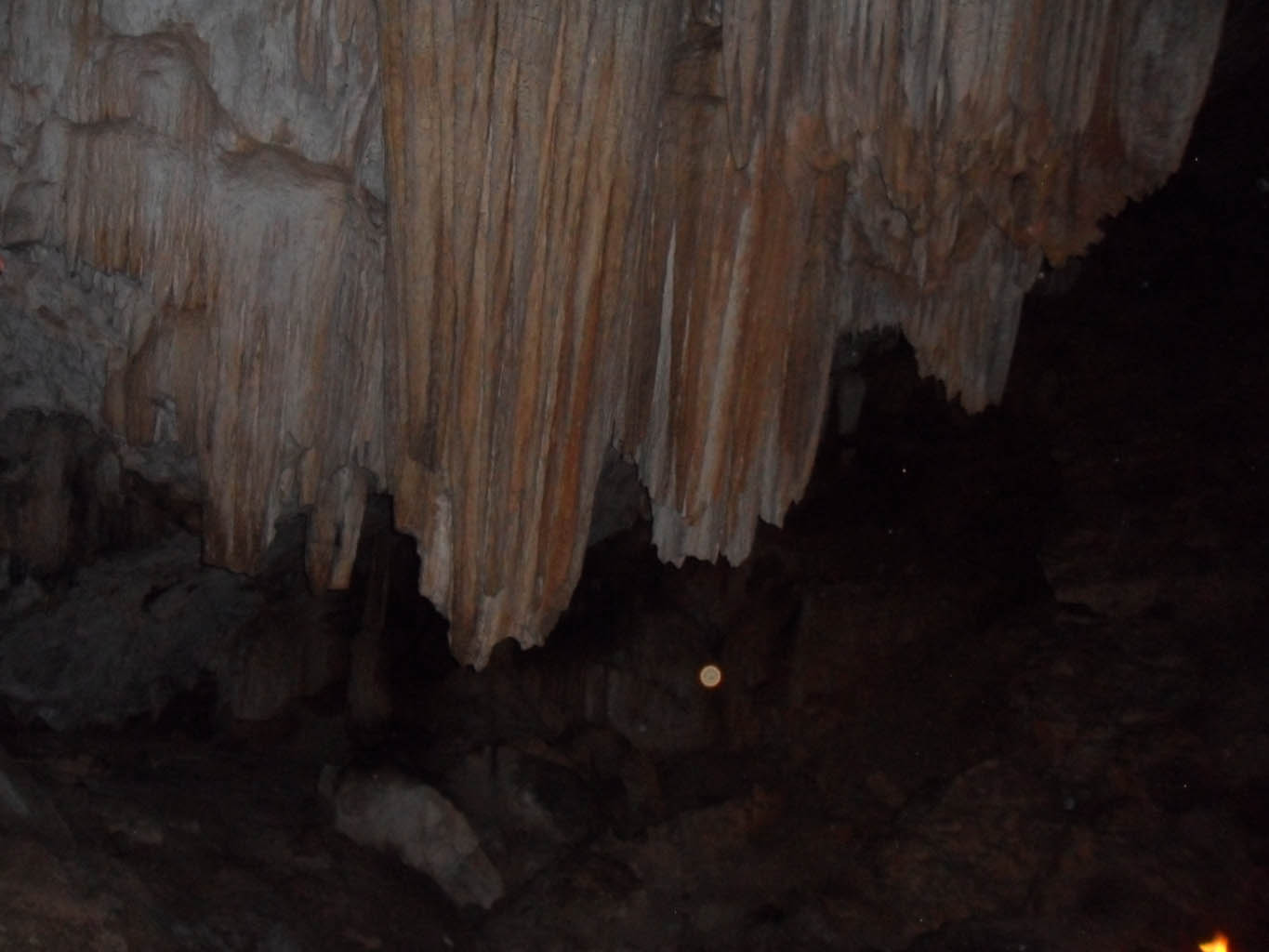

غار ولی گشنه رود در نزدیکی روستای گشنه رود قرار گرفته و از همین جهت با نام این روستای خوش آب و هوا از توابع بخش رودبار شهرستان، نامیده می‌شود. این غار بر اثر حل شدن سنگ‌های آهکی سازند روته تشکیل شده، حدود ۲۵۰ میلیون سال از زمان تشکیل آن گذشته و به عبارتی مربوط به دوره پرمین و اواخر دوره اول زمین‌شناسی؛ دیرینه‌زیستی، است.
این غار از نوع مرطوب بوده و با مساحت حدود یک صد متر و ارتفاع ۲۰ متر، ۱۰۰ تالار اصلی و چند تالار فرعی را در خود جای داده‌است. هوای داخل غار ولی ساکن و سرد بوده و متأسفانه بسیاری از استالاکتیت‌ها و استالاکمیت‌های بسیار زیبا وحجیم آن توسط فرصت جویان به غارت رفته‌است.

## موقعیت جغرافیایی
غار ولی (Vali) در ۵۰ کیلومتری شمال شهر قزوین قرار گرفته و از طریق روستای آلولک، کماسر، کاکوهستان، طهمورث آباد و گشنه رود می‌توان به آن دست پیدا کرد. این غار که در نزدیکی غار یخی انگول قرار دارد در نقطه ۵۵/۵۲/۴۹ درجه طول شرقی و ۲۰/۳۴/۳۶ درجه عرض شمالی قرار گرفته‌است.